# Кнездол
Кнездол (словен. Knezdol) — поселення в общині Трбовлє, Засавський регіон, Словенія. Висота над рівнем моря: 658,9 м.